# 安田周平
安田 周平（やすだ しゅうへい）は、日本のアニメーター、キャラクターデザイナー。オー・エル・エム所属。
鹿児島県育ち。福岡デザイン&テクノロジー専門学校卒業。アニメインターナショナルカンパニー出身。

## 参加作品

### テレビアニメ
2010年
- 俺の妹がこんなに可愛いわけがない（動画）

2011年
- マケン姫っ!（動画）
- 僕は友達が少ない（動画）
- アマガミSS+ plus（動画検査・動画チェック）
- Persona4 the ANIMATION（2011年 - 2012年、動画チェック）
- アイカツ! -アイドルカツドウ!-（2011年 - 2012年、原画）

2012年
- 人類は衰退しました（原画・動画）
- 恋と選挙とチョコレート（原画・第二原画・動画）
- CØDE:BREAKER（動画検査）
- えびてん 公立海老栖川高校天悶部（原画・第二原画・動画）

2013年
- 僕は友達が少ないNEXT（原画・第二原画・動画）
- 生徒会の一存 Lv.2（第二原画）
- デート・ア・ライブ（第二原画）
- 幻影ヲ駆ケル太陽（原画・第二原画・動画）
- 琴浦さん（原画・第二原画）
- Super Seisyun Brothers-超青春姉弟s-（原画）
- プピポー!（2013年 - 2014年、原画・第二原画）
- ポケットモンスター XY→ポケットモンスター XY&Z（2013年 - 2016年、原画・ゲストデザイン・オープニング・エンディング）

2014年
- Persona4 the Golden ANIMATION（原画）
- 咲-Saki- 全国編（第二原画）
- ぷちます!! -プチプチ・アイドルマスター-（原画）
- 戦国BASARA Judge End（作画監督・原画）
- デンキ街の本屋さん（総作画監督補佐・原画・エンディング）
- 俺、ツインテールになります。（作画監督・原画）
- 結城友奈は勇者である -結城友奈の章-（作画監督・原画）

2015年
- 聖剣使いの禁呪詠唱（原画）
- ピカイア!（原画・オープニング）
- おまかせ!みらくるキャット団（2015年 - 2016年、原画）

2016年
- ポケットモンスター サン&ムーン（2016年 - 2019年、キャラクターデザイン・作画監督・原画・第二原画）

2019年
- ポケットモンスター（2019年 - 2023年、キャラクターデザイン・総作画監督・作画監督・原画）

2020年
- 映像研には手を出すな!（原画）

2023年
- ひろがるスカイ!プリキュア（オープニングスタッフ）
- ポケットモンスター めざせポケモンマスター（キャラクターデザイン）

### 劇場アニメ
- ねらわれた学園（2012年、動画）
- クレヨンしんちゃん ガチンコ!逆襲のロボとーちゃん（2014年、原画）
- クレヨンしんちゃん オラの引越し物語 サボテン大襲撃（2015年、原画）
- クレヨンしんちゃん 爆睡!ユメミーワールド大突撃（2016年、原画）
- 僕のヒーローアカデミア THE MOVIE 〜2人の英雄〜（2018年、原画）
- 僕のヒーローアカデミア THE MOVIE ワールド ヒーローズ ミッション（2021年、原画）
- 映画ドラえもん のび太の地球交響楽（2024年、原画）
- 映画ドラえもん のび太の絵世界物語（2025年、おまけ映像）